# Dryopsis submariformis
Dryopsis submariformis là một loài thực vật có mạch trong họ Dryopteridaceae. Loài này được (Ching & Chu H. Wang) Holttum & P.J. Edwards miêu tả khoa học đầu tiên năm 1986.